# コールマン・フランシス
コールマン・フランシス（Coleman Francis, 1919年1月24日 - 1973年1月15日）は、アメリカ合衆国出身の俳優である。

## 出演作品

### 映画
- モーター・サイコ
- シマロン
- 宇宙水爆戦